# 프레이벵주
프레이벵주(크메르어: ខេត្តព្រៃវែង)는 캄보디아 남부에 위치한 주로 주도는 프레이벵이며 인구는 1,162,406명(2023년 기준), 면적은 4,883km2, 인구밀도는 217명/km2이다. 주의 이름은 크메르어로 "커다란 숲" 또는 "긴 숲"을 뜻한다. 북서쪽으로는 캄퐁참 주, 북동쪽으로는 트봉크뭄 주, 서쪽으로는 칸달 주, 동쪽으로는 스바이리엥 주와 접하며 남쪽으로는 베트남과 국경을 접한다.